# Droseraceae

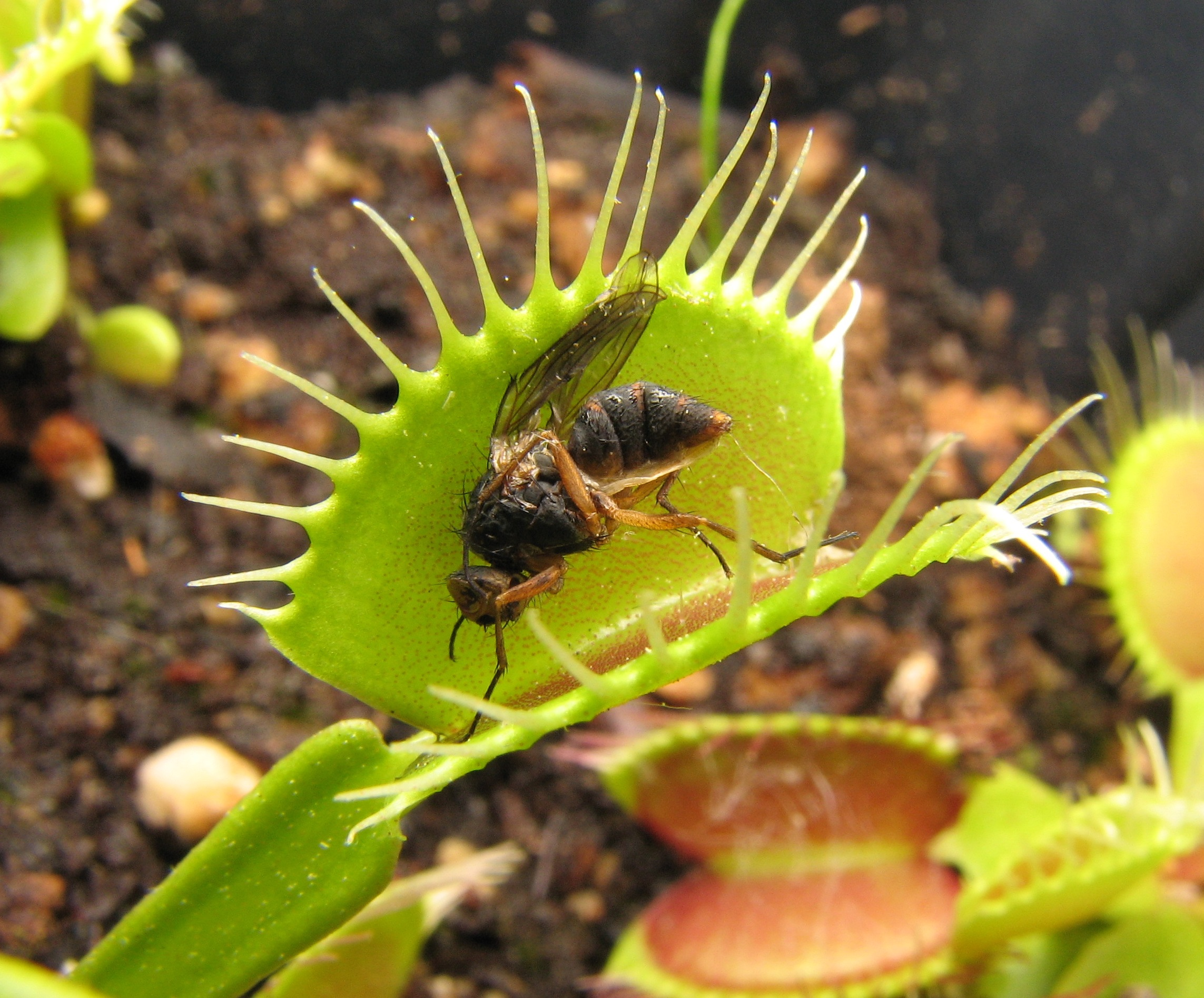
Mosca Muscoidea en Dionaea muscipula.

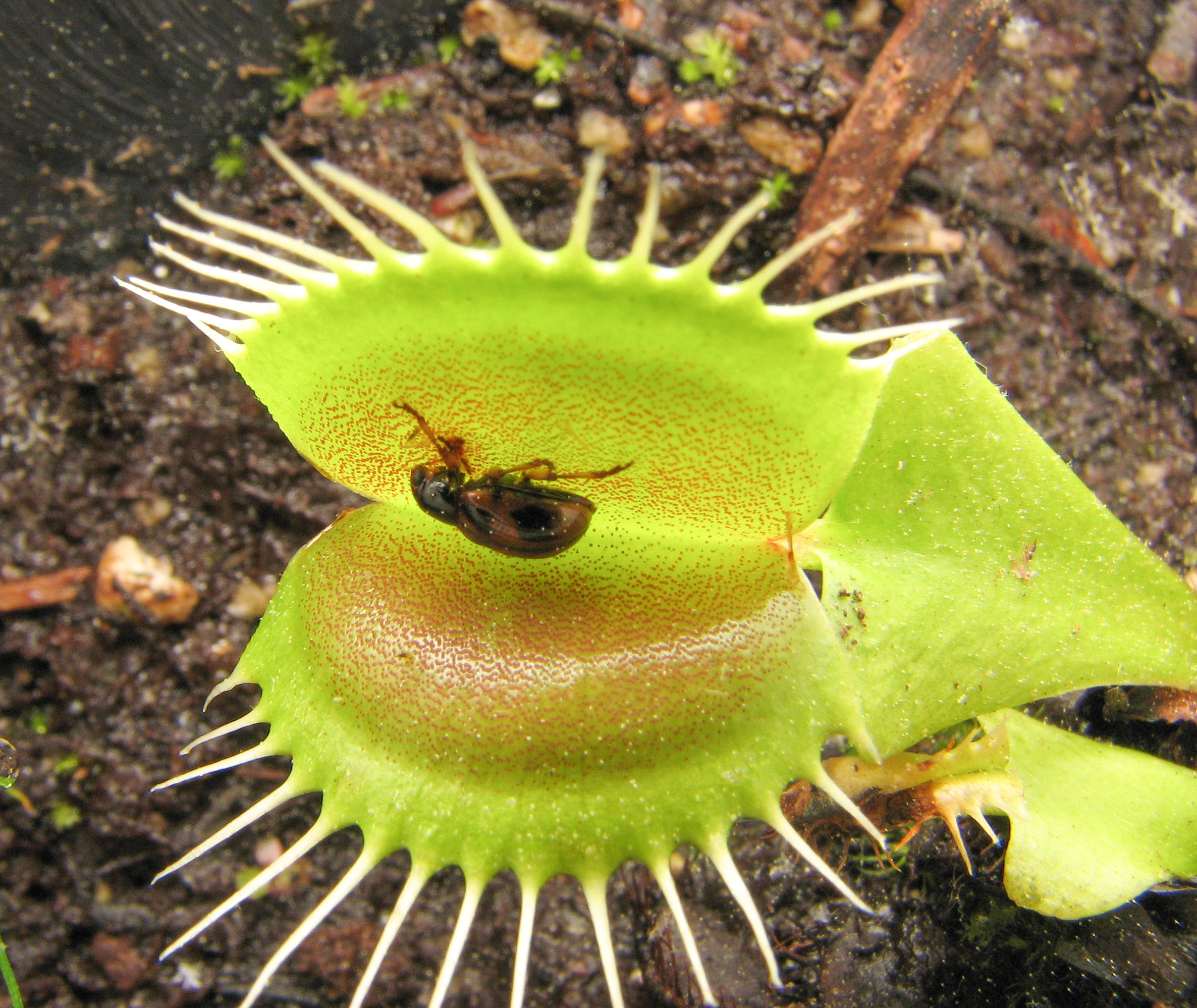
Escarabajo Paria en D. muscipula.

Droseraceae es una pequeña familia de plantas carnívoras que consta de tres géneros con 180 especies.

## Descripción
Son plantas herbáceas perennes, insectívoras, que crecen en turberas o suelos pobres en nitrógeno. Hojas simples, a menudo en roseta basal, provistas de pelos glandulares viscosos que atrapan y digieren insectos, o con segmentos foliares que a manera de cepo capturan las pequeñas presas. Flores regulares, hermafroditas, diclamídeas, pentámeras, con 5 sépalos libres, a veces ligeramente unidos por la base, 5 pétalos libres y alternos con los sépalos y 5 estambres libres alternos con los pétalos, hipóginas, con gineceo unilocular sincárpico y 2-5 estilos. Frutos en cápsula. 

## Géneros
Unas 180 especies de regiones cálidas y templadas. Se reconocen tres géneros: Dionaea, Drosera y Aldrovanda.
Géneros
Se conocen muchos fósiles, pero algunos géneros extintos son de validez dudosa.
- Aldrovanda
- Dionaea
- Drosera
- †?Droserapollis
- †?Droserapites
- †?Droseridites
- †?Fischeripollis
- †?Palaeoaldrovanda
- †?Saxonipollis

## Taxonomía
La familia fue descrita por William Roxburgh y publicado en The Paradisus Londinensis , ad t. 95. 1808. El género tipo es: Drosera L. 